# Hans Davidsson
Hans Davidsson (* 29. Januar 1958 in Schweden) ist ein schwedischer Organist und Musikwissenschaftler.

## Leben und Werk
Hans Davidsson studierte bei Hans Fagius an der Musikhochschule der Universität Göteborg, Schweden, und machte dort 1985 sein Diplom im Orgelspiel. Sein Interesse an früher Musik führte ihn dann zu einem dreijährigen Studium bei Jacques van Oortmerssen am Sweelinck Conservatorium in Amsterdam und zu Studien an der Göteborger Universität, wo er sich mit Forschungen über die norddeutsche Orgelmusik des Barock beschäftigte, insbesondere mit Matthias Weckmann. Davidsson promovierte 1991 mit einer Arbeit über Matthias Weckmann und war dadurch der erste Absolvent eines wissenschaftlich-künstlerischen Studiums in Schweden.
Er gibt seit 1974 regelmäßig Konzerte in den skandinavischen und den übrigen europäischen Ländern, den USA und Asien.
Ab 1986 lehrte Davidsson an der Musikhochschule der Göteborger Universität, von 1988 bis 2005 als Orgelprofessor. Unter anderem leitete er dort seit 1989 den Aufbau eines Orgelzentrums für Forschung über Aufführungspraxis. Von 1995 bis 2000 war er Direktor des Göteborg Organ Art Center (GOArt) und von 1994 bis 2009 künstlerischer Direktor der Göteborg International Organ Academy (GIOA).
2001 wurde er zugleich als Orgelprofessor an die Eastman School of Music in Rochester, New York (USA), berufen, wo er bis 2012 wirkte und auch als Direktor des Orgelprojekts Eastman Rochester Organ Initiative (EROI) fungierte.
2006 wurde er als Professor für Orgel an die Hochschule für Künste (HfK) in Bremen berufen, wo er bis 2014 tätig war.
Seit 2012 lehrt Davidsson zudem als Professor für Orgel am Königlich Dänischen Konservatorium in Kopenhagen. Er ist Vizepräsident der Königlich Schwedischen Musikakademie, in der er seit 2016 Mitglied ist.

## Bedeutung
Hans Davidsson gilt als ein bedeutender Vertreter der Alten Musik, wobei er in der letzten Phase der werkgetreuen Interpretation hinzukam. Er machte die Integrationsphase von Forschung und Praxis in Göteborg mit und geht heute davon aus, dass zu spezifischen Kompositionen – etwa norddeutschen, italienischen und so weiter – dazu passende Orgeln gehören. Werke des norddeutschen Barock wie von Matthias Weckmann und Dietrich Buxtehude verdanken ihm ihre werkgetreue Wiederentdeckung und Aufführung im historischen Kontext. Seit den 1980er-Jahren machte er zahlreiche CD-Aufnahmen.
Darüber hinaus prägte und prägt er seit Ende der 1980er-Jahre als Lehrer an bedeutenden Musikhochschulen die Organistenausbildung.
Davidsson sucht nach neuen Formen der Vermittlung von klassischen Konzerten und setzt dabei auf eine Kombination von Gespräch und Musizieren.

## Auszeichnungen
- 2001: ÅForsk Forschungspreis der Forschungsstiftung der schwedischen ÅF Gruppe
- 2004: Verdienstmedaille des schwedischen Königs